# Рудольф II (курфюрст Саксонии)
Рудольф II (около 1307 — 6 декабря 1370, Виттенберг) — курфюрст Саксонии (1356—1370 год).

## Биография
Рудольф II был сыном первого курфюрста Саксонии Рудольфа I от первой жены Бригитты. Смолоду выполнял дипломатические поручения своего отца. В 1345 году сражался на стороне французского короля Филиппа VI в битве при Креси, после гибели Иоганна Люксембургского взял на себя командование германскими вспомогательными войсками. Несмотря на то, что битва была проиграна, французский король подарил ему ценную реликвию — окровавленный шип, считавшийся частью тернового венца Иисуса; после того, как эта реликвия была помещена в виттенбергскую Церковь всех святых, она стала местом паломничества.
Когда Рудольф I стал слишком стар для поездок на заседания рейхстага, он дал Рудольфу II право представлять его в рейхстаге. После смерти отца Рудольф II попросил в 1356 году имперский суд в Метце подтвердить права саксен-виттенбергской ветви Асканиев, оспариваемые саксен-лауэнбургской ветвью. Также ему пришлось иметь дело с претензиями маркграфов Мейсена из рода Веттинов на унаследованное его отцом графство Брена, которые пришлось отражать военным путём. Военные конфликты и политическая деятельность подорвали его финансы, и в 1359 году ему пришлось продать город Альштедт Гебхарду XIV Кверфуртскому, а замок Гаттерслабен он обменял у магдебургского архиепископа Дитриха на замок Визенбург и город Швайниц.
В 1360 году Рудольф получил город Либенверда, а в 1370 году — графство Барби. В 1369 году скончался, не имея наследников, герцог Вильгельм II Брауншвейг-Люнебургский, и император Карл IV передал княжество Люнебург племяннику Рудольфа II Альбрехту. Герцог Магнус II Брауншвейг-Вольфенбюттельский не согласился с этим решением, и вспыхнула война за люнебургское наследство.
Во внутренней политике Рудольф II проводил линию на развитие и защиту доходов. Он дал городу Херцберг право добычи соли, и охранял соляной путь, ведущий через Галле и Биттерфельд в Торгау. Чтобы бороться с раубриттерами, он заключал союзы с городами; в 1358 году он уничтожил гнездо раубриттеров замок Лисниц (500 лет спустя на этом месте возникнет город Кропштедт). К концу жизни он почти полностью потерял зрение, и потому известен также как «Рудольф Слепой».

## Семья
В 1336 году Рудольф женился на Елизавете, дочери гессенского ландграфа Оттона I. У них было трое детей:
- Беата (ум.около 1373)
- Елизавета (ум.1353)
- Альбрехт (1371—1371)

Так как у него не осталось наследников мужского пола, после его смерти титул курфюрста Саксонии перешёл к его младшему брату Венцелю.